# Учитель Церкви

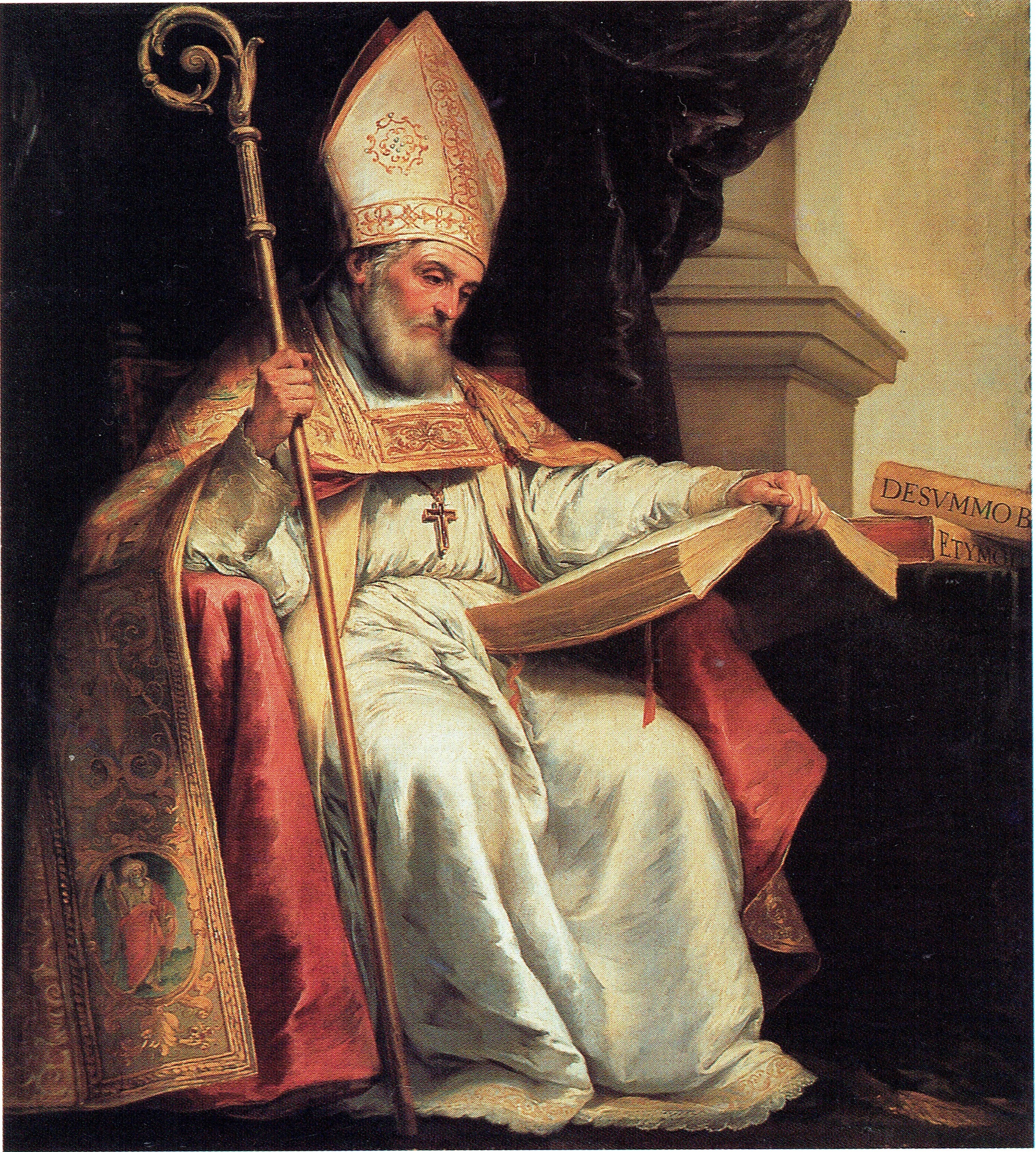
Учителей церкви принято изображать с книгами в руках (на изображении — Исидор Севильский).

Учитель Церкви (в части источников переводится как Доктор Церкви, лат. doctor ecclesiae) — почётное звание, даваемое Римско-католической церковью заслуженным богословам. По состоянию на 2025 год общее число Учителей Церкви, почитаемых на Западе, составляет 38 человек, в том числе четыре женщины.

## Великие Учители Церкви
- Римские Отцы Церкви (признаны в 1298 году):
  - Амвросий Медиоланский,
  - Иероним Стридонский (345—420),
  - Августин Блаженный (Doctor Gratiae)
  - Григорий Великий (папа в 590—604);
- Греческие Отцы Церкви (признаны в 1568 году):
  - Афанасий Александрийский (296—373),
  - Василий Великий,
  - Григорий Богослов,
  - Иоанн Златоуст.

## Учители церкви
- Августин Блаженный
- Альберт Великий (Doctor Universalis)
- Альфонсо Лигуори
- Амвросий Медиоланский
- Ансельм Кентерберийский (Doctor Magnificus)
- Антоний Падуанский
- Афанасий Александрийский
- Беда Достопочтенный
- Бернар Клервоский (Doctor Mellifluus)
- Бонавентура (Doctor Seraphicus)
- Василий Великий
- Григор Нарекаци
- Григорий Богослов
- Григорий Великий
- Екатерина Сиенская
- Ефрем Сирин
- Кирилл Александрийский (Doctor Incarnationis)
- Кирилл Иерусалимский
- Иероним Стридонский
- Иларий Пиктавийский
- Иоанн Златоуст
- Ириней Лионский
- Исидор Севильский
- Иоанн Авильский
- Иоанн Дамаскин
- Иоанн Креста
- Лаврентий Бриндизийский
- Лев Великий
- Пётр Дамиани
- Пётр Канизий
- Пётр Хрисолог
- Роберто Беллармино
- Тереза Авильская
- Тереза из Лизьё
- Фома Аквинский (Doctor Angelicus)
- Франциск Сальский
- Хильдегарда Бингенская

В 1970 году папа Павел VI впервые присвоил этот титул женщинам — Екатерине Сиенской и Терезе Авильской. В 1997 году папа Иоанн Павел II провозгласил Учителем Церкви Терезу из Лизьё.
В 2012 году папа Бенедикт XVI на Синоде епископов, посвящённом новой евангелизации, в Риме перед началом богослужения провозгласил Учителями Церкви Хильдегарду Бингенскую и Иоанна Авильского. В феврале 2015 года папа Франциск присвоил Григору Нарекаци звание «Учителя Церкви».
21 января 2022 года звание «Учитель Церкви» было присвоено святому Иринею Лионскому.
31 июля 2025 года Папа Лев XIV присвоил звание «Учитель Церкви» святому кардиналу Джону Генри Ньюмену.